# Sólo se vive una vez (película de 2017)
Sólo se vive una vez es una película argentina-española de comedia/sátira y acción dirigida por Federico Cueva. Es protagonizada por Peter Lanzani, Gérard Depardieu y Santiago Segura. Fue estrenada en España el 12 de octubre de 2017.

## Reparto
- Peter Lanzani como Leonardo Andrade.
- Gérard Depardieu como Duges.
- Santiago Segura como Tobías López.
- Hugo Silva como Harken.
- Carlos Areces como Sergio González Peña.
- Eugenia Suárez como Flavia.
- Pablo Rago como Agustín.
- Walter Donado como Arzola.
- Luis Brandoni como Mendi.
- Pablo Cedrón como Olivera.
- Arancha Martí como Sara Kreiner.
- Darío Lopilato como Yosi.
- Adryano Matianellu como Juan
- Naim Sibara como Van Damme
- Pepe Monje como Bombero.
- Alejandro Fiore como Seagal.
- Iván Steinhardt como Policía.

## Producción
El guion original fue escrito por Sergio Esquenazi bajo el nombre de Balas Kosher. La idea del guion nace de sus experiencias en un Chabad House de Los Ángeles. Algunos de los personajes como el rabino Mendi fueron basados en personas reales del Chabad. Como fanático del grupo de rock Kiss,  Sergio escribió el personaje principal protagonizado por Lanzani, como un acérrimo fanático del grupo. El guion de Sólo se Vive una Vez, es en realidad, una adaptación de Balas Kosher, el cual era una comedia de acción y fue adaptado a un sátira de acción por Nicolás Allegro, Mili Roque Pitt y Axel kuschevatzky. En el tráiler oficial puede escucharse Fui hecho para amarte (I Was Made For Loving You), canción icónica del grupo.

## Tráiler
El 12 de abril de 2017 MyS Producción lanzó un tráiler de la película confirmando efectivamente su estreno a mediados de junio de 2017.